# 厨子甕

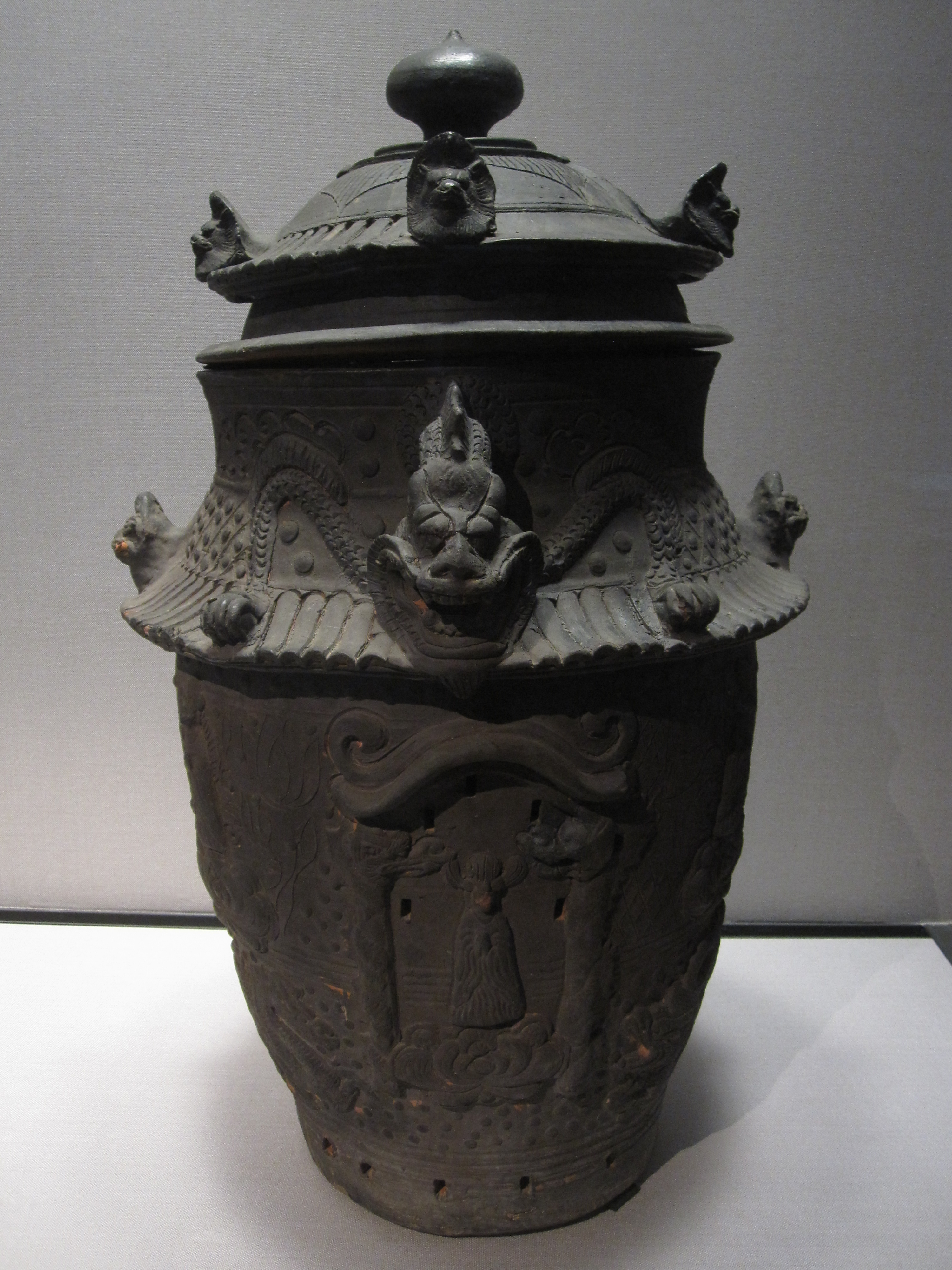
壺屋焼の厨子甕、19世紀・琉球王国第二尚氏時代の作。東京国立博物館所蔵。

厨子甕（ずしがめ、方音：ジーシガーミ）は、沖縄県を中心とした南西諸島地域に見られる蔵骨器。骨壺。

## 概要
沖縄では、古来より死者を崖下や洞窟に運んで風葬にする風習があった。これがのちに風葬後に洗骨と呼ばれる遺体の骨を洗って、遺骨を蔵骨器に納める風習へと発展する。この蔵骨器が厨子甕である。沖縄では、戦前まで火葬は仏教僧侶以外は一般的ではなかった。
厨子甕は、洗骨後の遺骨をまるごと納める容器であるため、日本本土で一般に見られる火葬用の骨壺と比較すると、かなり大型である。また、かつては夫婦合葬、親子合葬なども一般的であったため、二人分の骨を納める大きさが必要であった。戦後は、沖縄県でも火葬が普及したため、今日では火葬用の小型の厨子甕も販売されている。
厨子甕は、遺骨を納めるというその性質上、元来は人目に触れるようなものではなかったが、廃藩置県後、まずバジル・ホール・チェンバレンによって、その芸術的、民俗学的価値が高く評価された。また、昭和に入ると、柳宗悦や濱田庄司等の民藝運動を通して、厨子甕は沖縄陶器を代表するジャンルの一つとして、その芸術的価値が認められるようになった。
戦後は、火葬の普及とともに、本来の蔵骨器（骨壺）としての需要は減少傾向にあり、厨子甕を制作できる陶工も少なくなってきている。しかし、その一方で、上江洲茂生等のように厨子甕の伝統的・芸術的価値の重要性を認識し、厨子甕の制作にこだわり続ける陶工もいる。また、近年では本来の用途と違った、インテリアの一種として厨子甕を求める人も現れてきている。

## 分類
厨子甕の素材としては、木製、石製、陶製等があり、それぞれのタイプの出現時期も概ねこの順番である。また各タイプの厨子甕も材質や焼き方、形によってさらに細かく分類される。

### 板厨子

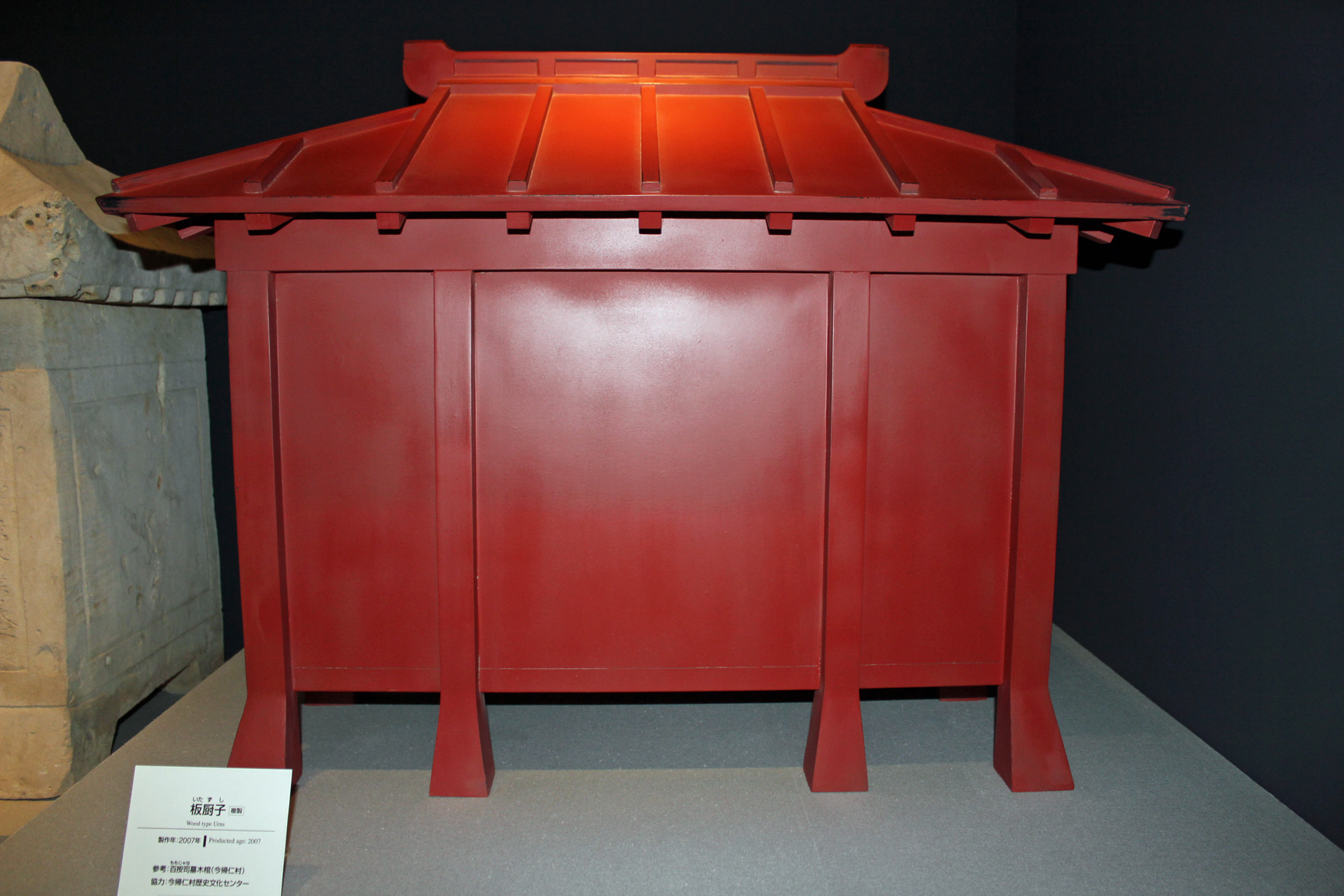
板厨子（複製）

いわゆる木棺である。朱塗り等の木棺に6～10本の外反り足が付く。本体は唐櫃によく似た形をしており、蓋は屋根の形をしている。百按司墓（今帰仁村）に、金色の巴紋で飾られた弘治13年（1500年）銘入りの板厨子があったという（『中山世譜』並びに『球陽』の尚忠王の条）。また、初期浦添ようどれ（尚巴志王代の改修前）の遺構からの出土例もある。

### 石厨子

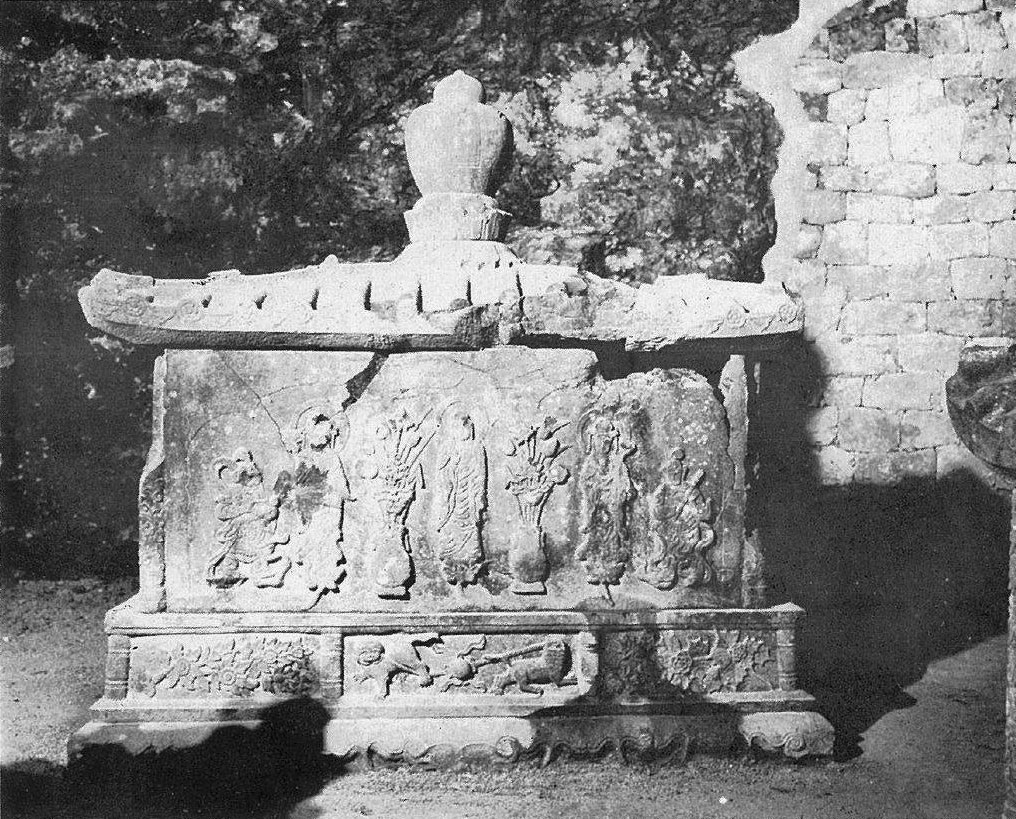
浦添ようどれの1号石厨子（閃緑岩石厨子）

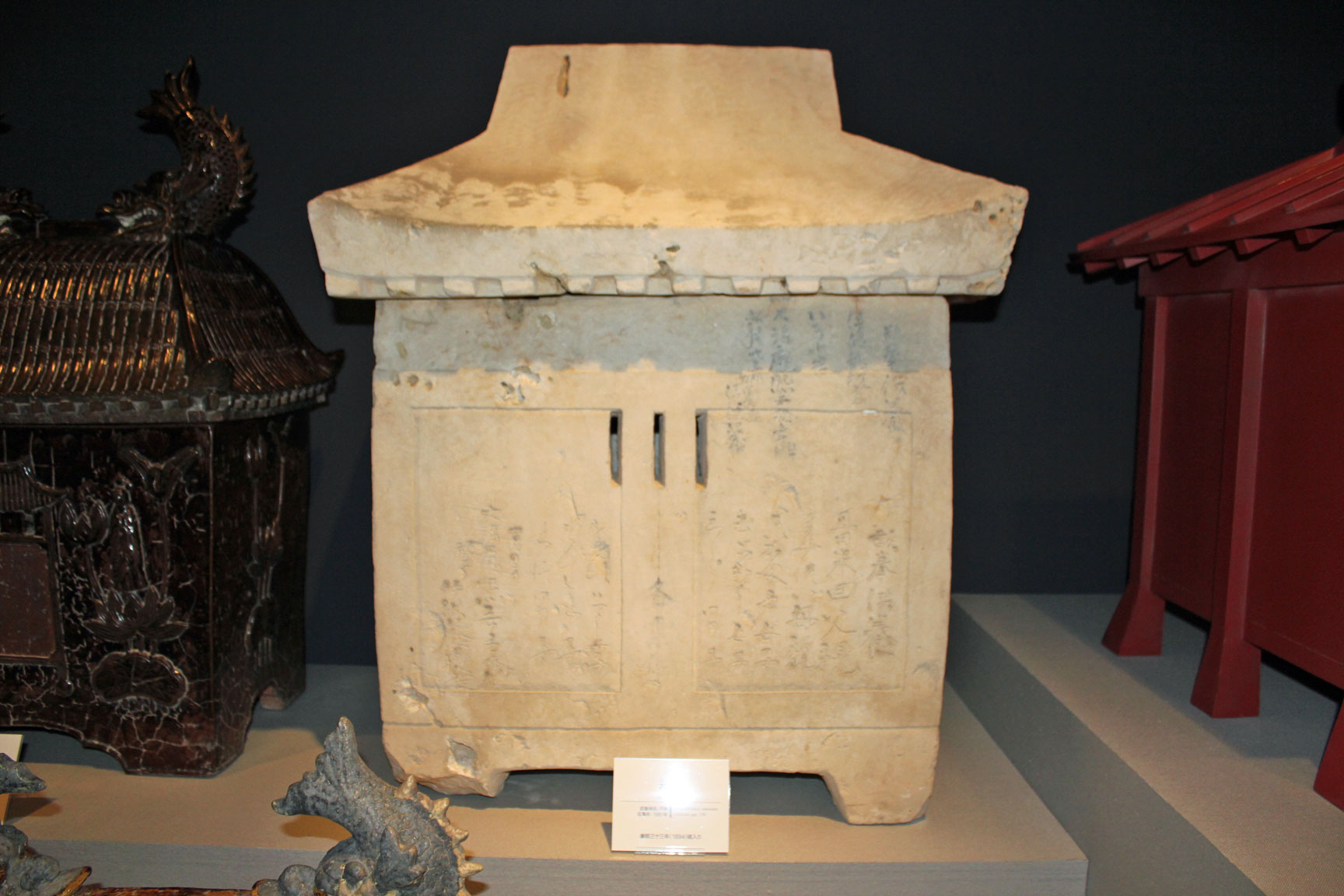
石灰岩製石厨子、康煕33年（1694年）銘入り

- 閃緑岩

中国福建省産の閃緑岩を使用した石厨子で、第二尚氏王統第3代尚真王の時代に集中する。完成形は浦添ようどれ4基、玉陵4基、伊是名玉陵2基、小禄墓1基がある。天山陵（尚巴志墓）にも石厨子の基壇（台座）の部分だけ残存している。本体には法師像、蓮華、動物等が高度な技法で彫刻され、宝珠を頂き屋根瓦を彫り込んだ寄棟や入母屋の屋根が付く。
- 石灰岩

玉陵にある尚真王・第4代尚清王の石厨子が石灰岩製で、その後の第5代尚元王、第6代尚永王、第8代尚豊王、第9代尚賢王、第10代尚質王、第11代尚貞王、第12代尚益王までの約200年間にわたる歴代国王とその妃（尚益王妃を除く）の石厨子もすべて石灰岩製である（第7代尚寧王の厨子甕は浦添ようどれ）。
屋根は入母屋で、本体はごく一部を除いて彫刻を欠き、立派な彫刻を刻んだ尚円王の閃緑岩製石厨子と比べると、全体に簡素な造りで見劣りする。その代わり、尚元と、尚豊から尚益までの各国王の石厨子には、地蔵像や瑞雲等の彩色画が描かれている。
- 凝灰岩

鹿児島から輸入されたとみられる凝灰岩製の石厨子で、数は多くない。1609年の薩摩侵攻以降のものと推定されている。1800年代以降は確認されていない。
- サンゴ石灰岩

一般には海石とも軽石とも言われるが、その名の通り乾燥すると軽い。この石は中城村、北中城村等、沖縄本島中部の東海岸地域で多く採取されることから、サンゴ石灰岩製の石厨子もこの地域に多く見られる。元来は支配者層の石厨子に見られるが、のちに庶民層にも普及した。17世紀製のものは入母屋、単層屋根で装飾も少なく簡素であるが、18世紀半ば以降のものは屋根が重層になり、しゃちほこが付くものが増えてくる。20世紀前半まで作られた。

### 甕型

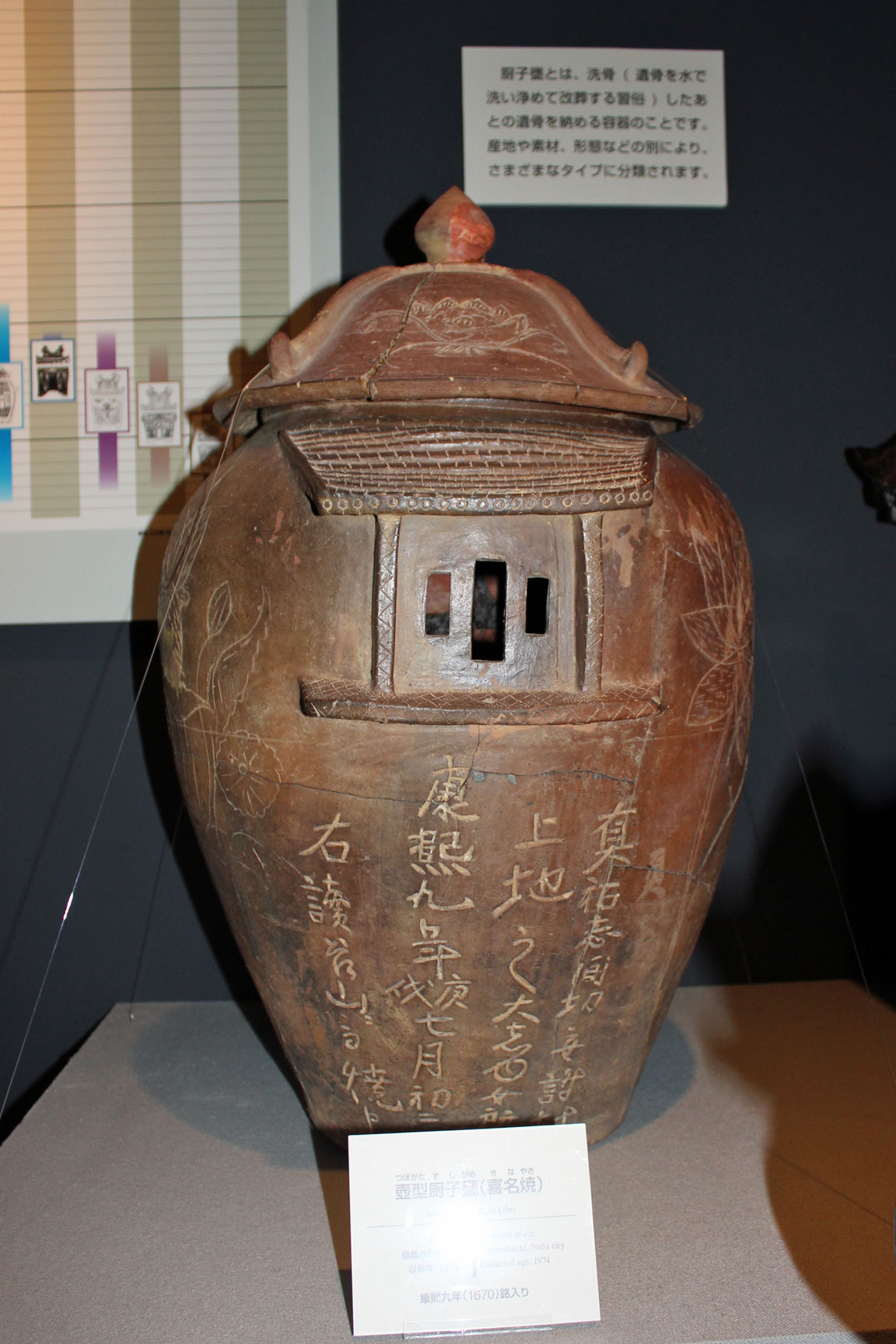
ボージャー厨子。康煕9年（1670年）銘入り。

- ボージャー厨子

17世紀後半になると陶製の厨子甕が出現しはじめるが、ボージャー厨子はその嚆矢を飾るものである。康煕9年（1670年）の銘の入った喜名焼ボージャー厨子が発掘されている。ボージャー厨子は、全体に装飾が少なく丸みを帯びた簡素な姿が「禿げ坊主」を想起させることから、この名が付いたと思われる。胴部には瓦屋根付きの入口の張り付けがある以外、ほかは蓮華などの線彫りがある程度で全体の印象は素朴である。蓋は笠状で頂上に宝珠やそれを扁平にしたような形のつまみが付く。1730年代以降になると、赤っぽい甕が多くなり、全体に厚ぼったく、線彫りも少なくなる。1770年代以降あまり見られなくなる。
- マンガン掛け厨子甕

ボージャー厨子と入れ替わるように、1770年代から出現しはじめ、戦後まで作られた。マンガン掛けの焼締め厨子甕である。マンガンを掛けると、全体に黒っぽい色の甕になる。このタイプは陶製厨子甕のうちでも数の上でもっとも多く、初期には上流向けも作られたが、のちにはもっぱら庶民向けのものとなった。時代が下るにつれて、胴部の口は大きくなり全体のシルエットも細身になる。蓋はボージャー厨子のように、宝珠やつまみが頂上部に付き、蓋の高さはのちになると次第に高くなる傾向がある。装飾は張り付けと線彫りを適当に混ぜたものが多い。
- マンガン掛け庇つき厨子甕

マンガン掛け厨子甕より少し遅れて登場する。胴部の周りに瓦屋根の庇を設け、さらに蓮華や法師像や普通の花の装飾を胴に張り付け、蓋や庇の上には龍や獅子を張り付ける。非常に装飾豊かで凝っているが、物によってはグロテスクに感じられるほど装飾過多の甕もある。このタイプは18世紀末から昭和10年代まで作られた。制作費が掛かるため、主に中流以上向けの厨子甕である。

### 御殿型

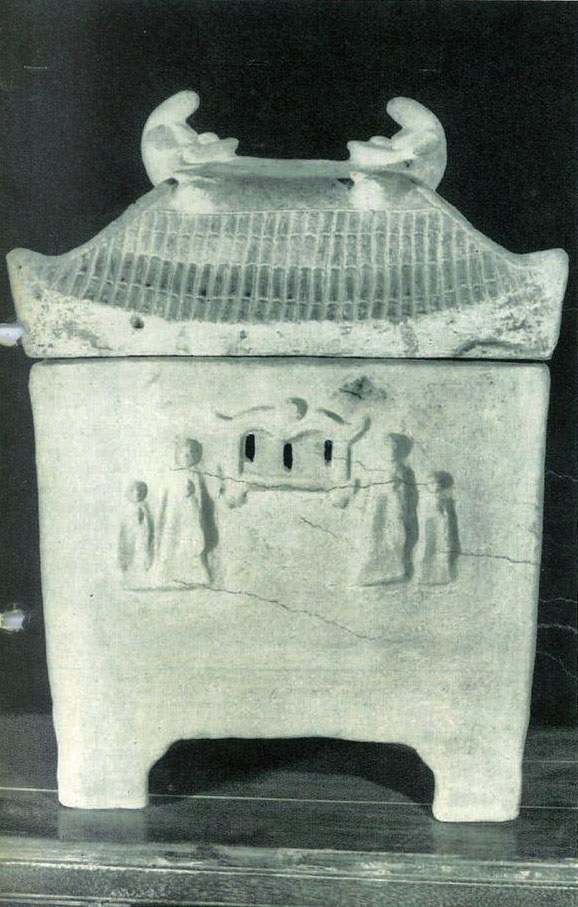
赤焼御殿型厨子甕（1776年）

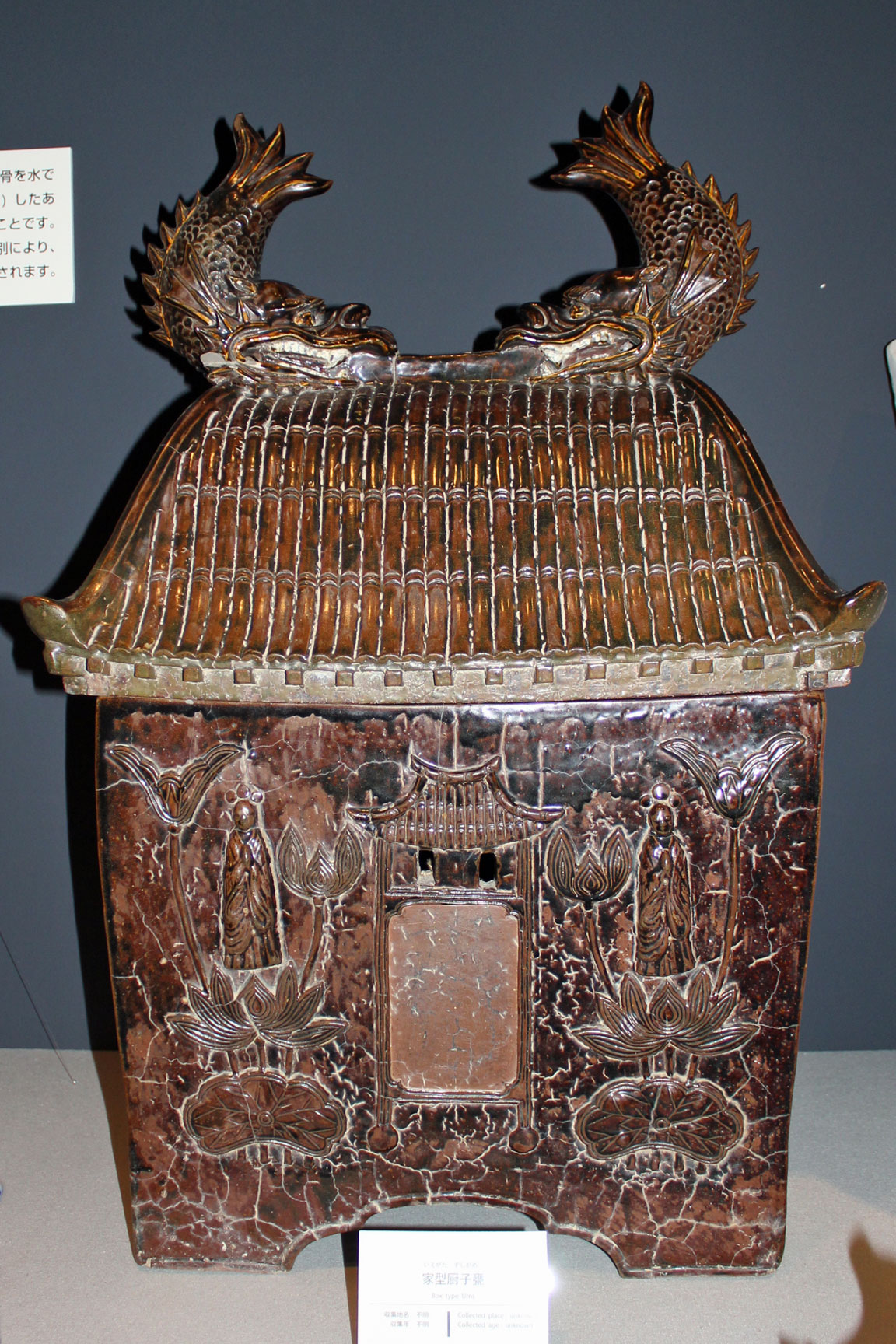
上焼本御殿型厨子甕

- 赤焼御殿型厨子甕

家型をした陶製厨子甕を御殿（うどぅん）型と呼ぶが、赤焼御殿型厨子甕は御殿型の最初に出現するタイプである。時期は18世紀前半からで、それ以前の石厨子をそのまま陶製にしたような形をしている。蓋は屋根の形をしていて初期のものは入母屋で、胴部は前面に2体の法師像が張り付けられている。屋根には瓦は刻まれておらず、しゃちほこも小さめで形姿も稚拙である。
蓋が寄棟の形をしたタイプは乾隆年間の1770年代に集中し、瓦も彫り込まれしゃちほこの下には獅子頭の鬼瓦が付き、胴部には法師像が2ないし4体張り付けられている。正面中央には入口をかたどった穴が穿たれている。全面に石灰塗装を施し、その上から蓮華や幾何学紋様を朱や墨で描いている。
- 荒焼御殿型厨子甕

赤焼御殿型の次に登場するタイプである。全面にマンガンを掛け黒っぽく焼締めしている。屋根のしゃちほこには鱗をつけ、胴部には法師像や蓮華を張り付けるなど、前代より形の整った、より手の込んだ仕上がりとなっている。屋根は二層になったものが多く、瓦を描き、入母屋もしくは切妻の変形と思われる形をしている。時期は19世紀前半から中頃に集中している。
- 上焼本御殿型厨子甕

釉薬を掛けたタイプである。化粧掛けの上に、飴釉（飴色）、緑釉（緑色）、呉須（コバルト色）を用いた色彩豊かなものが多い。屋根は寄棟や重層になった入母屋の変形で、しゃちほこを乗せ、獅子や龍を屋根の上に配している。胴部には蓮華や五弁花を張り付ける。
玉陵にある尚敬王以降の歴代国王の厨子甕はこのタイプで、屋根は尚敬王が入母屋、それ以降は寄棟でいずれも単層である。しゃちほこは大型で瓦は丹念に彫り込まれている。全体に飴釉を掛け、胴部には蓮華を張り付け、正面中央に国王名を金箔押している。このタイプの厨子甕は厨子甕中の白眉である。
- 上焼ツノ型厨子甕

本御殿型より少し遅れて登場する。道光12年（1832年）の銘のものが古く、明治8、9年頃から急に多くなり、昭和14、15年まで作られた。このタイプは俗に「ソーベー」と呼ばれた。ソーベーとは商売用に作ったものの意で、転じて安っぽいもののことをいう。白化粧掛けの上に、コバルトや飴釉、緑釉などで着色し、見た目には色彩豊かで美しい。
蓋は重層屋根の形をしていて高さは極端に高くなり、屋根の各部には無釉でツノ状の突起がある。ツノは3本1組のものが多く、十数組ある。窯内でこのツノの上に他の皿や碗を乗せて、限られたスペースを最大限に活用してたくさんの作品を焼くためのものである。これによって厨子甕のコストが安くなる。
- コバルト掛け厨子甕

西洋コバルトを全面に掛けたもので、鮮やかな青色をしている。これに一部飴釉を掛けて二色に彩色しているものもある。時期は西洋コバルトが大量に日本に輸入されるようになった明治以降で、明治34、5年から戦後まで作られた。特に大正期に多い。形はツノ型に似ているが、ツノはなくこちらのほうが高価である。しゃちほこ、獅子、龍頭等の張り付けも多く装飾豊かである。

### その他
厨子甕として最初から製作されたもの以外に、花鉢、水甕、油甕など日常雑器が厨子甕の代用品として使われたりもした。また寺の和尚は火葬ののち、小型の骨壺に遺灰を納めた。